# Златан Любіянкич
Златан Любіянкич (словен. Zlatan Ljubijankič; нар. 15 грудня 1983, Любляна, СФРЮ) — словенський футболіст, нападник бельгійського «Гента» і збірної Словенії.

## Клубна кар'єра
Вихованець молодіжних команд «Слована» і «Домжале». Перший професійний контракт Златан підписав в 2002 році з «Домжале». У його складі Любіянкич виграв чемпіонат Словенії та Суперкубок. За словенський клуб футболіст відіграв шість сезонів і зіграв 155 матчів, в яких забив 43 м'ячі. У 2008 році перейшов в бельгійський «Гент», підписавши контракт до середини 2012 року. У новому клубі дебютував 10 лютого в матчі проти «Зюлте-Варегема».

## Міжнародна кар'єра
У національній збірній дебютував 28 лютого 2006 в матчі проти збірної Кіпру і забив єдиний гол, який виявився переможним. У складі збірної Словенії став учасником Чемпіонату світу з футболу у ПАР.

## Досягнення
«Домжале»
- Чемпіон Словенії (1): 2007
- Срібний призер Словенії (2): 2005, 2006
- Володар Суперкубка Словенії (1): 2007

«Гент»
- Володар Кубка Бельгії (1): 2010

«Урава Ред Даймондс»
- Володар Кубка Джей-ліги: 2016
- Володар Кубка банку Суруга: 2017
- Клубний чемпіон Азії:  2017
- Володар Кубка Імператора:  2018